# کین‌آب
کین‌آب.(کینو) یکی از روستاهای استان آذربایجان شرقی است که در دهستان ورگهان بخش مرکزی شهرستان اهر واقع شده‌است.این روستا ۱۸۰ نفر جمعیت دارد.ویکی از روستاهای باقدمت چن هزار معروف است یکی از اثار های تاریخی این روستا می توان به قنات یا کاریز راه‌آب اشاره کرده که عمر این قنات بیش از ۱۰۰۰تا۲۵۰۰سال دارد  